# Sci di fondo ai XXII Giochi olimpici invernali - Skiathlon femminile
La gara di skiathlon femminile dei XXII Giochi olimpici invernali di Soči (in Russia) si è svolta l'8 febbraio sul tracciato di Krasnaja Poljana, con partenza alle 14"00 (UTC+4). La gara si è disputata sulla distanza di 15 km, di cui 7,5 km a tecnica classica e 7,5 km a tecnica libera.
Detentrice del titolo di campionessa olimpica uscente era la norvegese Marit Bjørgen, che vinse a Vancouver 2010, sul tracciato di Whistler (in Canada), precedendo la svedese Anna Haag (medaglia d'argento) e la polacca Justyna Kowalczyk (medaglia di bronzo).
Marit Bjørgen ha confermato il proprio oro olimpico, battendo in volata la svedese Charlotte Kalla, che ha conquistato la medaglia d'argento. Al terzo posto, medaglia di bronzo, si è piazzata l'altra norvegese Heidi Weng.

## Classifica di gara
| Pos.    | N° | Atleta                      | Nazione       | Tempo 7,5 km TC | Tempo cambio sci | Tempo 7,5 km TL | Tempo totale | Distacco   |
| ------- | -- | --------------------------- | ------------- | --------------- | ---------------- | --------------- | ------------ | ---------- |
| Oro     | 2  | Marit Bjørgen               | Norvegia      | 19'10"6         | 35"1             | 18'47"9         | 38'33"6      | -          |
| Argento | 6  | Charlotte Kalla             | Svezia        | 19'11"6         | 33"5             | 18'50"3         | 38'35"4      | 1"8        |
| Bronzo  | 4  | Heidi Weng                  | Norvegia      | 19'12"0         | 33"7             | 19'01"1         | 38'46"8      | 13"2       |
| 4       | 1  | Therese Johaug              | Norvegia      | 19'11"5         | 35"7             | 19'01"0         | 38'48"2      | 14"6       |
| 5       | 9  | Aino-Kaisa Saarinen         | Finlandia     | 19'12"4         | 34"2             | 19'02"3         | 38'48"9      | 15"3       |
| 6       | 3  | Justyna Kowalczyk           | Polonia       | 19'12"9         | 39"6             | 19'37"2         | 39'29"7      | 56"1       |
| 7       | 5  | Kerttu Niskanen             | Finlandia     | 19'17"4         | 32"0             | 19'45"9         | 39'35"3      | 1'01"7     |
| 8       | 15 | Jessica Diggins             | Stati Uniti   | 20'01"7         | 34"3             | 19'29"5         | 40'05"5      | 1'31"9     |
| 9       | 27 | Emma Wikén                  | Svezia        | 19'48"5         | 33"8             | 19'44"9         | 40'07"2      | 1'33"6     |
| 10      | 13 | Masako Ishida               | Giappone      | 19'24"4         | 34"3             | 20'99"6         | 40'08"3      | 1'34"7     |
| 11      | 14 | Eva Nývltová                | Rep. Ceca     | 19'51"0         | 33"7             | 19'44"1         | 40'08"8      | 1'35"2     |
| 12      | 12 | Elizabeth Stephen           | Stati Uniti   | 20'14"7         | 32"7             | 19'22"2         | 40'09"6      | 1'36"0     |
| 13      | 7  | Krista Pärmäkoski           | Finlandia     | 19'27"6         | 34"6             | 20'07"7         | 40'09"9      | 1'36"3     |
| 14      | 26 | Nicole Fessel               | Germania      | 19'24"8         | 37"3             | 20'09"3         | 40'11"4      | 1'37"8     |
| 15      | 31 | Natal'ja Žukova             | Russia        | 19'48"2         | 35"1             | 19'52"2         | 40'15"5      | 1'41"9     |
| 16      | 20 | Aurore Jéan                 | Francia       | 19'55"2         | 34"6             | 19'57"3         | 40'27"1      | 1'53"5     |
| 17      | 37 | Barbara Jezeršek            | Slovenia      | 19'48"9         | 34"8             | 20'05"8         | 40'29"5      | 1'55"9     |
| 18      | 19 | Sara Lindborg               | Svezia        | 19'56"1         | 34"7             | 20'01"6         | 40'32"4      | 1'58"8     |
| 19      | 33 | Célia Aymonier              | Francia       | 20'00"0         | 35"1             | 19'57"5         | 40'32"6      | 1'59"0     |
| 20      | 24 | Coraline Hugue              | Francia       | 20'41"1         | 34"5             | 19'17"5         | 40'33"1      | 1'59"5     |
| 21      | 11 | Kristin Størmer Steira      | Norvegia      | 19'54"2         | 34"8             | 20'06"5         | 40'35"5      | 2'01"9     |
| 22      | 21 | Ol'ga Kuzjukova             | Russia        | 19'39"2         | 35"0             | 20'29"0         | 40'43"2      | 2'09"6     |
| 23      | 38 | Laura Orgué                 | Spagna        | 20'07"6         | 34"1             | 20'04"8         | 40'46"5      | 2'12"9     |
| 24      | 16 | Katrin Zeller               | Germania      | 19'57"6         | 35"4             | 20'16"7         | 40'49"7      | 2'16"1     |
| 25      | 30 | Valentyna Ševčenko          | Ucraina       | 20'17"0         | 33"1             | 20'00"6         | 40'50"7      | 2'17"1     |
| 26      | 25 | Irina Chazova               | Russia        | 20'04"9         | 38"9             | 20'16"5         | 41'00"3      | 2'26"7     |
| 27      | 41 | Paulina Maciuszek           | Polonia       | 20'15"0         | 36"4             | 20'09"2         | 41'00"6      | 2'27"0     |
| 28      | 32 | Debora Agreiter             | Italia        | 20'25"4         | 34"5             | 20'04"9         | 41'04"8      | 2'31"2     |
| 29      | 23 | Sadie Bjornsen              | Stati Uniti   | 19'56"8         | 35"9             | 20'37"0         | 41'09"7      | 2'36"1     |
| 30      | 36 | Elisa Brocard               | Italia        | 20'20"3         | 34"3             | 20'18"0         | 41'12"6      | 2'39"0     |
| 31      | 10 | Anne Kyllönen               | Finlandia     | 19'30"3         | 35"7             | 21'12"9         | 41'18"9      | 2'45"3     |
| 32      | 56 | Kornelia Kubińska           | Polonia       | 20'23"5         | 35"2             | 20'20"7         | 41'19"4      | 2'45"8     |
| 33      | 17 | Stefanie Böhler             | Germania      | 20'00"8         | 39"5             | 20'39"7         | 41'20"0      | 2'46"4     |
| 34      | 43 | Petra Nováková              | Rep. Ceca     | 20'16"5         | 38"2             | 20'26"0         | 41'20"7      | 2'47"1     |
| 35      | 35 | Teresa Stadlober            | Austria       | 20'35"7         | 38"6             | 20'24"5         | 41'38"8      | 3'05"2     |
| 36      | 28 | Anouk Faivre-Picon          | Francia       | 20'21"2         | 34"7             | 20'48"5         | 41'44"5      | 3'10"8     |
| 37      | 39 | Britta Johansson Norgren    | Svezia        | 19'59"3         | 34"5             | 21'17"2         | 41'51"0      | 3'17"4     |
| 38      | 46 | Elena Kolomina              | Kazakistan    | 20'27"8         | 39"9             | 20'44"5         | 41'52"2      | 3'18"6     |
| 39      | 61 | Anastasïya Slonova          | Kazakistan    | 20'40"3         | 40"7             | 20'31"8         | 41'52"8      | 3'19"2     |
| 40      | 49 | Emily Nishikawa             | Canada        | 20'42"6         | 36"7             | 20'45"4         | 42'04"7      | 3'31"1     |
| 41      | 18 | Claudia Nystad              | Germania      | 20'40"7         | 36"1             | 20'52"0         | 42'08"8      | 3'35"2     |
| 42      | 47 | Virginia De Martin Topranin | Italia        | 20'19"8         | 38"0             | 21'19"8         | 42'17"6      | 3'44"0     |
| 43      | 55 | Agnieszka Szymańczak        | Polonia       | 20'42"9         | 36"3             | 21'03"1         | 42'22"3      | 3'48"7     |
| 44      | 22 | Katerina Smutna             | Austria       | 20'14"2         | 36"9             | 21'41"7         | 42'32"8      | 3'59"2     |
| 45      | 34 | Holly Brooks                | Stati Uniti   | 20'22"3         | 37"1             | 21'34"6         | 42'34"0      | 4'00"4     |
| 46      | 44 | Maryna Ancybor              | Ucraina       | 21'06"1         | 34"5             | 21'01"9         | 42'42"5      | 4'08"9     |
| 47      | 52 | Kateryna Hryhorenko         | Ucraina       | 21'11"6         | 34"4             | 21'01"2         | 42'47"2      | 4'13"6     |
| 48      | 51 | Li Hongxue                  | Cina          | 21'21"0         | 44"2             | 21'12"5         | 43'17"7      | 4'44"1     |
| 49      | 57 | Brittany Webster            | Canada        | 21'01"6         | 36"8             | 21'47"2         | 43'25"6      | 4'52"0     |
| 50      | 42 | Tetjana Antypenko           | Ucraina       | 21'19"5         | 39"2             | 21'41"6         | 43'40"3      | 5'06"7     |
| 51      | 40 | Alena Sannikava             | Bielorussia   | 21'46"4         | 36"3             | 21'47"0         | 44'09"7      | 5'36"1     |
| 52      | 54 | Lee Chae-Won                | Corea del Sud | 22'41"1         | 44"8             | 20'51"3         | 44'17"2      | 5'43"6     |
| 53      | 45 | Amanda Ammar                | Canada        | 21'39"3         | 37"4             | 22'07"6         | 44'24"3      | 5'50"7     |
| 54      | 50 | Antonija Grigorova-Burgova  | Bulgaria      | 22'12"5         | 34"5             | 21'40"9         | 44'27"9      | 5'54"3     |
| 55      | 48 | Tat’yana Osïpova            | Kazakistan    | 21'31"3         | 41"8             | 22'15"9         | 44'29"0      | 5'55"4     |
| 56      | 53 | Klara Moravcová             | Rep. Ceca     | 22'00"9         | 42"7             | 21'57"2         | 44'40"8      | 6'07"2     |
| 57      | 58 | Vedrana Malec               | Croazia       | 22'23"2         | 38"8             | 22'50"1         | 45'52"1      | 7'18"5     |
| 59      | 60 | Timea Sara                  | Romania       | 22'54"0         | 38"5             | 23'10"5         | 46'43"0      | 8'09"4     |
| 59      | 59 | Kelime Çetinkaya            | Turchia       | 22'54"9         | 41"7             | 23'41"1         | 47'17"7      | 8'44"1     |
|         | 8  | Julija Čekalëva             | Russia        | 19'50"6         | 36"4             | 19'44"6         | 40'11"6      | 1'38"0 DSQ |
|         | 29 | Marina Piller               | Italia        | 19'54"7         | 43"2             | 19'36"1         | 40'14"0      | 1'40"4 DSQ |

Data: Sabato 8 febbraio 2014

Ora locale: 14:00

Pista: 
Legenda:
- DNS = non partito (did not start)
- DNF = prova non completata (did not finish)
- DSQ = squalificato (disqualified)
- Pos. = posizione